# خطايا الحب (فلم)
خطايا الحب  فيلم دراما رومانسي للمخرج يحيى العلمي عام 1977، كتب القصة والسيناريو والحوار فيصل ندا. الفيلم من بطولة ميرفت أمين، محمود عبد العزيز، أحمد مظهر، ومريم فخر الدين  وتدور الأحداث حول سلوى الشابة الجميلة التي تقبل الزواج من الثري المسن، ويقبل الشاب مدحت الزواج من أرملة مسنة هرباً من الفقر ولكن الحب يجمع بين سلوى ومدحت رغماً عن كل الإغراءات.
ظهر الفيلم في الملصق الإعلاني باسم «خطايا الحب»، وفي مقدمة الفيلم كان العنوان «مكان للحب» وفي نهاية الفيلم ظهر عنوان «خطايا الحب».
صدر الفيلم إلى دور العرض المصرية في أول يوليو 1977.
منح موقع قاعدة بيانات الأفلام العربية «السينما.كوم» الفيلم درجة 5/ 10.

## طاقم التمثيل
ميرفت أمين: في دور سلوى
محمود عبد العزيز: في دور مدحت
أحمد مظهر: في دور المهندس شريف
مريم فخر الدين: في دور زيزي
زوزو ماضي: في دور إحسان هانم
هانم محمد: في دور حليمة (الشغالة)
محمود رشاد: في دور مرزوق بك
سهير رضا: في دور والدة سلوى
فادية عكاشة: في دور ثريا
أميمة سليم: في دور نانا
مختار السيد: في دور عاصم
أحمد مرسي: في دور عامل بورشة السيارات
محمد أبو حشيش: في دور الأسطى مدبولي
محمد الرملي: في دور صفوت
حسان اليماني: في دور السفرجي
بالاشتراك مع: سامية محسن – حمدي يوسف – علي قدري – سمير رستم – سيد مصطفى.

## أحداث الفيلم
تعمل الشابة الجميلة سلوى (ميرفت أمين) في شركة المهندس شريف (أحمد مظهر) للمقاولات، وتنفق على أمها وأشقائها الثلاث الصغار، بمرتب 12 جنيه شهرياً، وهي تعاني من الفقر، وتفتقد متع الحياة، وتضطر لبيع نفسها والموافقة على الزواج سراً، من صاحب العمل المهندس شريف، متغاضية عن فارق العمر، وتقيم معه بالإسكندرية. تدفع نفس الظروف الشاب مدحت (محمود عبد العزيز) العامل بورشة صيانة السيارات، والمقيم فوق سطح أحد المباني، للزواج من الأرملة الثرية زيزي (مريم فخر الدين)، متغاضياً عن فارق العمر. تفتح الأرملة القوادة إحسان (زوزو ماضي) بيتها لطالبي المتعة وتجري الصفقات المشبوهة بين رجال الأعمال، وكبار الموظفين المرتشين. ويعقد المهندس شريف صفقاته الفاسدة في بيت إحسان حيث يجد بائعات الهوى الجميلات، ولكن الحال مع سلوى مختلف تماماً فقد وقع في حبها. تلتقي زيزي، بصحبة زوجها مدحت، بالمهندس شريف الذي يعرض عليها المشاركة في مشروع سياحي، ويلتقي مدحت بسلوي ويقعان في الحب. تتردد سلوى في علاقتها مع مدحت ولكنها توافق لاحقاً على اللقاء في شقة السطح، حيث يشكي كل منهم همومه للأخر، وتتعدد اللقاءات حتى تكتشف إحسان العلاقة بينهم، وترحب بها، ولكنها تحاول دفع سلوى لمصادقة الرجال الأثرياء دون جدوى. يطلب مدحت من سلوى الزواج، ولكنها تتردد، ويسارع مدحت لإنهاء علاقته مع زيزي، ويعود للعمل بالورشة، وتعترف سلوى لزوجها وتقبل الزواج من مدحت والإقامة في بيت السطح.

## وصلات خارجية
- خطايا الحب على موقع الدهليز
- خطايا الحب على موقع قاعدة بيانات الأفلام العربية
- خطايا الحب على موقع قاعدة بيانات الفيلم (الإنجليزية)
- خطايا الحب على موقع ليتربوكسد (الإنجليزية)
- خطايا الحب على موقع الدهليز

https://trakt.tv/movies/sins-of-love-1977 خطايا الحب (فلم)